# Anna Politkovskaia
Anna Ștefanovna Politkovskaia, în rusă Анна Степановна Политковская, Anna Stefanovna Politkovskaia, (n. 30 august 1958, New York City, New York, SUA – d. 7 octombrie 2006, Moscova, Rusia) a fost o scriitoare și jurnalistă din Rusia, militantă pentru respectarea drepturilor omului, cunoscută pentru poziția ei critică față de politica dusă de Kremlin în Cecenia.  S-a numărat printre cei mai proeminenți oponenți ai regimului Vladimir Putin.  A fost asasinată în fața locuinței sale, pe 7 octombrie 2006.

## Originea și studiile
Anna Politkovskaia s-a născut ca Anna Mazepa în orașul New York City, fiica unui diplomat sovietic de origine ucraineană acreditat la Organizația Națiunilor Unite. În anul 1980, a absolvit la Moscova studiile de jurnalism și și-a început cariera la cotidianul Izvestia. După iunie 1999, scrie articole pentru Novaïa Gazeta, varianta on-line.

## Biografie
În 2001, s-a refugiat mai multe luni în Austria, după ce a primit amenințări prin poșta electronică. În mesaje se afirma că un ofițer de poliție, pe care îl acuzase de comiterea unor atrocități contra civililor, avea intenția să se răzbune. Acesta, Serghei Lapin, a fost pus sub acuzare  în 2002, cercetările au fost abandonate în anul următor, dar au fost reluate în 2005. Serghei Lapin a fost condamnat la 11 ani de închisoare.
Politkovskaia s-a angajat în mai multe acțiuni de apărare a victimelor războaielor din Cecenia. Vizitează spitale și campusuri de refugiați, intervievând militari ruși și civili ceceni.
În articolele sale, aduce critici violente și bine documentate abuzurilor comise de forțele de intervenție ruse asupra populației civile și critică tăcerea ultimilor doi prim-miniștri ceceni,  Ahmad Kadîrov și fiul său Ramzan, amândoi susținuți de Moscova.
În septembrie 2004, în timp ce zbura spre Beslan pentru criza ostaticilor, își pierde pe neașteptate cunoștința. Avionul se întoarce imediat pentru a fi internată în spital. Se presupune că ar fi vorba de otrăvire, dar întâmplarea nu a fost niciodată cercetată.
În ultima sa operă, "Dureroasa Rusie", apărută în septembrie 2006, un veritabil rechizitoriu al politicii lui Vladimir Putin și a Rusiei de azi, ziarista prezice "dacă va izbucni o revoluție în Rusia, nu va fi nici portocalie, nici de catifea, ci roșie ca sângele".

## Asasinatul
Anna Politovskaia a fost găsită moartă în 7 octombrie 2006, în fața ascensorului blocului în care locuia. Poliția a găsit un pistol Makarov și patru gloanțe lângă cadavru. Se pare că fusese ucisă de un asasin plătit, dar cel care l-a trimis a rămas necunoscut.
Potrivit omului de afaceri Boris A. Berezovski, Vladimir Putin ar fi spus că Irina Hakamada și colegii ei „o vor lua în cap imediat, la propriu, nu figurat” dacă „deschid gura” despre Atentatele cu bombă asupra apartamentelor din Rusia. În momentul asasinării sale Anna Politovskaia ancheta acest caz care a dus la Al Doilea Război Cecen și preluarea puterii absolute de către Putin.